# Elsebeth Mercedis Gunnleygsdóttur
Elsebeth Mercedis Gunnleygsdóttur (ur. 26 października 1963 w Klaksvík) – farerska polityk, od 2019 roku minister spraw społecznych. Jest deputowaną do Løgtingu od 2011 roku.

## Życie prywatne
Jest córką Ellinor Marii Jakobsen oraz Gunnleyðura Jakobsena. Jej mężem jest Finn Hansen, z którym ma troje dzieci: Ellinor, Karla oraz Mathildę. W latach 1983–85 pracowała jako asystentka w Postverk Føroya, później jako policjantka. 

## Kariera polityczna
11 listopada 2008 roku wzięła udział w wyborach samorządowych do rady gminy Klaksvík z ramienia Fólkaflokkurin. Zdobyła wówczas 178 głosów, co wystarczyło, by dostała się do rady. W 2011 roku po raz pierwszy wystartowała w wyborach do parlamentu, uzyskując piąty wynik w partii, 344 głosy, co dało jej mandat poselski. Od tamtej pory sprawuje zarówno funkcję radnej, jak i posła na Løgting. W parlamencie od 2011 roku jest członkiem Komisji ds. Bezpieczeństwa Publicznego oraz Komisji ds. Sprawiedliwości, której przez pewien czas przewodziła.
W wyborach samorządowych w roku 2012 ponownie dostała się do rady gminy Klaksvík, uzyskawszy 138 głosów, podobnie, jak wyborach parlamentarnych w 2015 roku (371 głosów). Wciąż zasiada w obu komisjach, jednak od 2015 roku przewodniczącym Komisji ds. Sprawiedliwości została Katrin Kallsberg.
16 września 2019 roku została powołana w skład rządu Bárðura Nielsena na stanowisko ministra spraw społecznych.

## Odznaczenia
- Kawaler Orderu Danebroga (Dania, 2025)[9]